# 神水交差點停留場

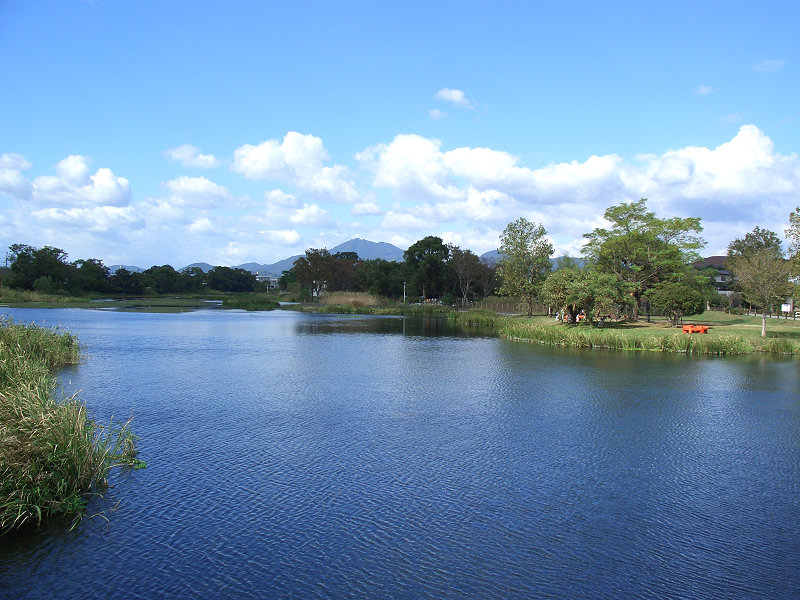
上江津湖

神水交差點停留場（日语：／ Kuwamizu Kosaten teiryūjō */?），又稱神水交差點電車站，是位於熊本縣熊本市中央區神水本町和東區健軍，屬於熊本市交通局（熊本市電）健軍線的電車站。車站編號為22。A系統和B系統停靠此站。
此站的站名在2011年（平成23年）3月1日由神水橋停留場（副站名：市民醫院前停留場）改名為神水·市民醫院前停留場。後來隨著市民醫院遷移，於2019年（令和元年）10月1日再改名為神水交差體停留場。

## 歷史
- 1945年（昭和20年）5月6日 - 神水町站啟用。
- 日期不詳 - 電車站改名為神水橋站。
- 日期不詳 - 電車站改名為市民醫院前（神水橋）站。
- 1961年（昭和36年）9月15日 - 電車站改名為神水橋（市民醫院前）站。
- 2011年（平成23年）3月1日 - 電車站改名為神水·市民病院前停留場。
- 2019年（令和元年）10月1日 - 電車站改名為神水交差點停留場。

## 電車站構造
此站設有2面2線的相對式低地台月台（千鳥式月台）。月台與路邊行人路之間設有行人過路處。在健軍校前一方設有折返設備。

### 運行系統
此站是健軍線上的電車站。■A系統和■B系統會駛入此站。
| 月台               | 路線           | 上下行 | 方向                                               |
| ------------------ | -------------- | ------ | -------------------------------------------------- |
| 西邊（中央區神水） | ■A系統         | 上行   | 新水前寺站、通町筋、辛島町、熊本站、田崎橋方向     |
| 西邊（中央區神水） | ■B系統         | 上行   | 新水前寺站、通町筋、辛島町、本妙寺入口、上熊本方向 |
| 東邊（東區健軍）   | ■A系統、■B系統 | 下行   | 動植物園入口、健軍町方向                           |

## 使用狀況
| 1日上下車人次變化 | 1日上下車人次變化 |
| 年度              | 1日平均人次       |
| ----------------- | ----------------- |
| 2011年            | 1,417             |
| 2012年            | 1,444             |
| 2013年            | 1,474             |
| 2014年            | 1,369             |
| 2015年            | 1,385             |

## 電車站周邊
電車站鄰近熊本東繞道。周邊為住宅區。此電車站最接近江津湖。
- 健軍川
- 健軍神社（日语：健軍神社）參道
- 熊本市立湖東中學（日语：熊本市立湖東中学校）
- 水前寺藍藻發生地（國家指定自然紀念物）
- 上江津湖（日语：江津湖）（水前寺江津湖公園上江津地區）
- 熊本縣市町村自治會館
- 肥後銀行神水分店
- 熊本銀行（日语：熊本銀行）總店
- 崇教真光熊本中修驗道場

## 巴士路線
- 「神水町」巴士站
共有2個站位。1處設於國道57號（日语：国道57号）（通稱：熊本東繞道（日语：熊本東バイパス））上。
  - 產交巴士（日语：九州産交バス） - 西6、西7、西14、東4～8系統
  - 熊本巴士（日语：熊本バス） - 東11、縣26～28、川1系統
  - 熊本都市巴士（日语：熊本都市バス） - 縣5～7、12系統、東3系統
  - 東繞道Liner（日语：東バイパスライナー）（西部車廠（日语：九州産交バス熊本営業所）⇔長嶺（日语：長嶺 (熊本市)）團地）

## 相鄰電車站
熊本市交通局
■A系統、■B系統（健軍線）
八丁馬場（21）－神水交差點（22）－健軍校前（23）

## 注腳
1. ↑  電停名称を変更いたします （页面存档备份，存于）（日語） - 熊本市交通局，2019年7月18日
2. ↑  国土数値情報(駅別乗降客数データ)  （页面存档备份，存于）（日語） - 國土交通省，2018年3月27日參閲

## 外部連結
- 熊本市交通局 （页面存档备份，存于）（日語）